# Butilhidroxitolueno
El butilhidroxitolueno (E-321) o BHT, también conocido como dibutilhidroxitolueno o hidroxitolueno butilado es un compuesto orgánico lipofílico, químicamente un derivado del fenol, que es útil por sus propiedades antioxidantes. El BHT se usa ampliamente para prevenir la  oxidación mediada por radicales libres en fluidos y otros materiales, lo que ha llevado a su uso en pequeñas cantidades como aditivo alimentario.
A pesar de estar autorizado por la FDA y la Unión Europea, y de la determinación del Instituto Nacional del Cáncer de EE. UU. de que el BHT no es cancerígeno se han expresado preocupaciones sociales sobre su amplio uso.
También se ha propuesto el uso de BHT como un medicamento antiviral, pero hasta diciembre de 2022, el uso de BHT como medicamento no ha sido respaldado por la literatura científica y no ha sido aprobado por ninguna agencia reguladora de medicamentos para su uso como antiviral.

## Ocurrencia natural
El fitoplancton, incluidas las algas verdes Botryococcus braunii, así como tres cianobacterias diferentes ( Cylindrospermopsis raciborskii, Microcystis aeruginosa y Oscillatoria sp.) son capaces de producir BHT como producto natural.
La fruta del lichi también produce BHT en su pericarpio.
Varios hongos que viven en las aceitunas (por ejemplo el Aspergillus conicus) producen BHT.

## Producción industrial
La síntesis química de BHT en la industria ha implicado la reacción de p -cresol (4-metilfenol) con isobutileno (2-metilpropeno), catalizada por ácido sulfúrico:
CH 3 (C 6 H 4 )OH + 2 CH 2 =C(CH 3 ) 2 → ((CH 3 ) 3 C) 2 CH 3 C 6 H 2 OH

## Reacciones
Se comporta como un análogo sintético de la vitamina E, actuando principalmente como un agente de terminación que suprime la autooxidación, un proceso mediante el cual los compuestos orgánicos insaturados (generalmente) son atacados por el oxígeno atmosférico. El BHT detiene esta reacción autocatalítica al convertir los radicales peroxi en hidroperóxidos. Efectúa esta función donando un átomo de hidrógeno:
RO 2 • + ArOH → ROOH + ArO •
RO 2 • + ArO • → productos no radicales
Donde R es alquilo o arilo, y donde ArOH es BHT o antioxidantes fenólicos relacionados. Cada BHT consume dos radicales peroxi.

## Aplicaciones

### Aditivo alimentario
El BHT se utiliza principalmente como un aditivo alimentario antioxidante. Esto lo hace útil como ingrediente conservante en alimentos. Con este uso, el BHT mantiene la frescura o evita el deterioro; se puede usar para disminuir la velocidad a la que cambia la textura, el color o el sabor de los alimentos.
En los Estados Unidos, la FDA lo clasifica como "generalmente reconocido como seguro" (GRAS por sus siglas en inglés) lo cual ha sido confirmado por un estudio del Instituto Nacional del Cáncer de EE. UU. La FDA en su CFR permite por ejemplo el uso de BHT hasta 0.0033% por peso en "arroz enriquecido", o hasta un 0,01% en aves de corral "por contenido de grasa".
Su uso está permitido en la Unión Europea bajo el código E321.
Algunas empresas de alimentos han eliminado voluntariamente el BHT de sus productos o han anunciado que lo eliminarán gradualmente en respuesta a las preocupaciones sociales sobre su uso.

### Antioxidante
El BHT también se usa como antioxidante en productos como fluidos para trabajar metales, cosméticos, productos farmacéuticos, caucho, aceites para transformadores y fluidos para embalsamar. En la industria del petróleo, donde el BHT se conoce como el aditivo de combustible AO-29, se utiliza en fluidos hidráulicos, aceites para turbinas y engranajes y combustibles para aviones.
Algunos productos aditivos contienen BHT como ingrediente principal, mientras que otros contienen la sustancia química simplemente como un componente de su formulación, a veces junto con butilhidroxianisol (BHA).

## Efectos en la salud
Al igual que muchos antioxidantes fenólicos estrechamente relacionados, el BHT tiene una toxicidad aguda baja  (p. ej. el análogo desmetilado del BHT, el 2,6-di-terc-butilfenol, tiene una LD50 de >9 g/kg).
La Administración de Drogas y Alimentos de EE. UU. (FDA, su sigla en inglés) clasifica al BHT como conservante de alimentos generalmente reconocido como seguro (GRAS) cuando se usa de acuerdo a las regulaciones aprobadas.
En 1979, el Instituto Nacional del Cáncer de EE. UU. determinó que el BHT no es cancerígeno basándose en estudios en modelos animales.
Sin embargo, la Organización Mundial de la Salud discutió un posible vínculo entre BHT y el riesgo de cáncer en 1986, y algunos estudios de investigación primarios en las décadas de 1970 y 1990 informaron de resultados contradictorios que apuntaban tanto el potencial de un mayor riesgo como al potencial de una disminución del riesgo en el área de la oncología. Como resultado de esta incertidumbre, el Centro para la Ciencia en el Interés Público coloca al BHT en su columna de "precaución" y recomienda evitarlo.

### Uso como antiviral
Basándose en diversos informes de investigación primaria dispares, se ha sugerido que el BHT puede tener actividad antiviral. Sin embargo, los resultados de los estudios científicos no presentan un consenso científico a favor del potencial antiviral general del BHT cuando se dosifica en humanos. Además, hasta marzo de 2020, ninguna guía de ninguna de las asociaciones de especialistas en enfermedades infecciosas reconocidas internacionalmente había recomendado el uso de productos con BHT como terapia antiviral o profiláctica.
Hay estudios que describen la inactivación del virus, donde el tratamiento con el químico da como resultado partículas de virus alteradas o inactivadas. La acción de BHT en estos es similar a la acción de muchos otros compuestos orgánicos, por ejemplo, compuestos de amonio cuaternario, fenólicos y detergentes, que trastornan al virus mediante la inserción de la sustancia química en la membrana viral, la cubierta u otra estructura del virus, los cuales son métodos establecidos de desinfección viral secundarios a los métodos de oxidación química e irradiación UV.
Además, existe un informe sobre el uso de BHT, por vía tópica contra las lesiones de herpes genital, un informe sobre la actividad inhibitoria in vitro contra la pseudorrabia (en cultivo celular), y dos estudios, en contextos veterinarios, del uso de BHT para intentar proteger contra la exposición al virus (pseudorrabia en ratones y cerdos, y Newcastle en pollos). La relevancia de otros informes, con respecto a la influenza en ratones, no es fácil de discernir.
En particular, esta serie de informes de investigación primaria no respalda una conclusión general de confirmación independiente de los resultados originales de la investigación, ni existen revisiones críticas posteriores, en fuentes secundarias, para los diversos sistemas huésped-virus estudiados con BHT.